# Ulkokarta
Ulkokarta är en ö i Finland. Den ligger i Bottenhavet och i kommunen Nystad i landskapet Egentliga Finland, i den sydvästra delen av landet. Ön ligger omkring 75 kilometer nordväst om Åbo och omkring 210 kilometer väster om Helsingfors.
Öns area är 2,5 hektar och dess största längd är 240 meter i sydöst-nordvästlig riktning.